# المجموعة الفردانية S
المجموعة الفردانية S أو S-B254 أو السُّلالة S، هي مجموعة فردانيَّة بشريَّة ذكوريَّة، تم تعريفها بواسطة الطفرتين B254 وZ33355. وكانت تُعرف سابقًا باسم S1 وذلك حتى عام 2016 م.
تنتشر السُّلالة S بشكلٍ شائع بين الذكور في مرتفعات بابوا غينيا الجديدة. كما أنه شائع نسبيًا في بعض أجزاء أوقيانوسيا ووالاسيا وبين السكان الأصليين الأستراليين.